# Lis Møller
Lis Møller, född 22 december 1918 i Köpenhamn, död 24 september 1983 i Ordrup, var en dansk journalist och politiker (Det Konservative Folkeparti). Hon är mor till den konservativa politikern Per Stig Møller.

## Bakgrund
Lis Møller var dotter till juristen Johan Frederik Gotschalk och husföreståndarinnan Kirsten Olesen. Kort efter födseln överlämnades hon av modern till en fosterfamilj, som efter nio månader adopterade bort henne till grosshandlaren Hans Marinus Jacobsen och hans hustru, Alma Clausen. Efter deras död tog Møller kontakt med sina biologiska föräldrar. Hon tog realexamen från N. Zahles Skole 1935 och utbildade sig till journalist vid de konservativa tidningarna Sorø Amts Dagblad och Holbæk Amts Avis (1936-1939). Hon arbetade på det danska finansdepartementet (1940-1943) och som journalist på Dagens Nyheder och Nationaltidende (1945-1949). Från 1949 var hon anställd på Danmarks Radio (DR) som programsekreterare och från 1956 även på TV. Hon kom att utmärka sig för sitt sociala engagemang och sina reportage, som ofta följdes av konkreta initiativ. Hon var bland annat initiativtagare till, samt ordförande av, Boligfonden for Enlige Mødre 1966 som förmedlade tillfälliga bostäder till ensamstående föräldrar genom privata bidrag och volontärarbete. Hon grundade och var ordförande av Danske Daginstitutioner (1968-1973), en konservativ motsvarighet till Socialdemokratiets Frie Børnehaver, som utredde behovet av daghem runt om i landet och sedan försökte påverka kommunerna att tillmötesgå dessa behov.
Bland hennes teman fanns ensamstående mödrar, MS-sjuka, utvecklingsstörda och psykiskt sjuka. Hon berörde också kvinno- och ungdomsfrågor samt utsatta barns situation. Hennes intervjuer kännetecknades av att hon själv som reporter intog en undanskymd roll, medan den intervjuade personen kom i centrum. Detta framgår i hennes bok Mennesker på skærmen (1978). Hon hade flera styrelseuppdrag för olika välgörenhetsorganisationer, exempelvis Vanførefonden, Kræftens Bekæmpelse (motsvarar Cancerfonden i Sverige), Folke Bernadottes Minnesfond, Terre des Hommes och Sofieskolen (en skola för psykotiska barn).

## Politisk karriär
Vid sidan om studierna var Møller engagerad i Konservativ Ungdom (KU); som valkretsordförande (1935-1936) och ordförande av KU:s kvinnoarbete i Slagelse (1936-1938) och Köpenhamn (1941-1943) samt sekreterare i förbundets kvinnoutskott (1943-1946). Hon var dessutom ledare för KU:s läger för flickor (1945-1947) samt journalist och redaktionssekreterare på förbundets medlemstidning (1940-1944). Det var i KU som hon träffade sin make, Poul Møller, som senare blev finansminister i Hilmar Baunsgaards borgerliga koalitionsregering 1968-1971. Hon kandiderade till Folketinget första gången 1945 och 1947 för Odsherreds valkrets, men lyckades inte bli vald. Hon blev vald 1966 med höga röstetal och innehade detta mandat till 1973. Hon utsågs bland annat till partiets socialpolitiska ordförande. I samband med valet 1966 ansökte hon om att bli förflyttad från DR:s kulturavdelning till nyhetsavdelningen, vilket möttes av protester från samtliga anställda på nyhetsprogrammet TV-Avisen. Anledningen var att de ifrågasatte hennes oberoende och hon drog sedan tillbaka sin ansökan. Dock var flera av TV-reportrarna engagerade i olika politiska partier.
Hennes politiska ståndpunkter gjorde att hon inte sällan hamnade på kant med sitt eget parti, däribland sin egen make och försvarsminister Erik Ninn-Hansen som hon ansåg vara alldeles för maktgiriga. Den mest öppna och omfattande konflikten hade hon med justitieminister Knud Thestrup, efter att hon tvingats ge sitt stöd till ett lagförslag om ökade möjligheter till abort. Under 1970-talet gick hon emot sitt eget parti genom att ha en mer positiv inställning gentemot Christiania, vilket också fick henne att lämna partiet 1975. Hon återvände dock, och satt åter i Folketinget 1981-1983. Socialpolitiskt markerade hon sig som en motståndare av Vuggestuerne (daghem för barn som är 0-2 år), som hon menade skulle ersättas med att mödrarna arbetade deltid och att ungarna sattes i daghem på halvtid. Hon ansåg, utifrån sin egen uppväxt, att många ensamstående mödrar borde adoptera bort sina barn till fosterfamiljer.

## Utmärkelser
- PH-prisen,  1967[3]
- Ejnar Friis-Hansens Fonds Hæderspris,  1972[3]
- Krygerpriset,  1974[3]
- Riddare av Dannebrogorden,  1976[4]
- Birgit Saabyes Mindelegat,  1978[3]
- Den Berlingske Hæderspris,  1978[3]
- Årets hedershantverkare,  1979[5][3]

[Redigera Wikidata]